# Open 13 2000
Open 13 2000 — тенісний турнір, що проходив на кортах з твердим покриттям у місті Марсель, Франція з 7 лютого . Належав до категорії ATP International Series.

## Фінальна частина

### Одиночний розряд
Марк Россе —  Роджер Федерер 2–6, 6–3, 7–6(7–5)

### Парний розряд
Сімон Аспелін /  Юган Ландсберг —  Хуан Ігнасіо Карраско /  Хайро Веласко мол. 7–6(7–2), 6–4